# Cleveland Browns 2023
La stagione 2023 dei Cleveland Browns è stata la 75ª della franchigia, la 71ª nella National Football League e la quarta con Kevin Stefanski come capo-allenatore.
La squadra migliorò il record di 7–10 della stagione precedente, concludendo con un bilancio di 11–6, la sua prima annata con più vittorie che sconfitte dal 2020.
In questa stagione, i Browns fecero partire come titolari cinque diversi quarterback: Deshaun Watson, Dorian Thompson-Robinson, P.J. Walker, Joe Flacco e Jeff Driskel.  Fu il massimo della storia della franchigia e il massimo nella NFL dai New England Patriots del 1987. Dopo l'infortunio di Watson, il trentottenne Flacco in particolare contribuì con le sue prestazioni a fare qualificare la squadra per i playoff, dove fu sconfitta dagli Houston Texans nel turno delle wild card per 45–14.

## Scelte nel Draft 2023
| Scelte dei Browns nel Draft 2023 |        |                          |       |              |                       |
| Giro                             | Scelta | Giocatore                | Ruolo | College      | Note                  |
| 3                                | 74     | Cedric Tillman           | WR    | Tennessee    | dai NY Jets           |
| 3                                | 98     | Siaki Ika                | DT    | Baylor       | 2020 Resolution JC-2A |
| 4                                | 111    | Dawand Jones             | OT    | Ohio State   |                       |
| 4                                | 126    | Isaiah McGuire           | DE    | Missouri     | da Minnesota          |
| 5                                | 140    | Dorian Thompson-Robinson | QB    | UCLA         | dai LA Rams           |
| 5                                | 142    | Cameron Mitchell         | CB    | Northwestern |                       |
| 6                                | 190    | Luke Wypler              | C     | Ohio State   |                       |

## Staff
| Staff dei Cleveland Browns |
| --- |
| Organi dirigenziali - Proprietari– Jimmy Haslam, Dee Haslam, Whitney Haslam-Johnson, JW Johnson - Chief strategy officer – Paul DePodesta - Vice presidente esecutivo/COO– David Jenkins - Vice presidente/General manager – Andrew Berry - Vice president dell'amministrazione del football – Chris Cooper - Vice presidente del personale dei giocatori – Glenn Cook - Vice presidente di ricerca e strategia – Andrew Healy - Vice president dello sviluppo del personale – Ken Kovash - Direttore dell'amministrazione del football - Taylor Young - Direttore del personale dei giocatori – Dan Saganey - Assistente del direttore del personale professionistico – Adam Al-Khayyal - Direttore di ricerca e strategia – Dave Giuliani - Direttore degli osservatori – Mike Cetta - Direttore dei sistemi informativi - Brad DeAngelis - Consulente speciale – Jim Brown Capo allenatore - Capo-allenatore – Kevin Stefanski - Assistant c.a./coordinatore special team – Mike Priefer - Capo dello staff staff/assistente wide receiver – Callie Brownson Altri allenatori - Director of high performance – Shaun Huls - Preparatore atletico – Larry Jackson - Nutrizionista – Katy Meassick - Assistente p.a./scienza sportiva – Josh Christovich - Assistente p.a. – Monty Gibson - Assistente p.a. – Dale Jones - Assistente p.a. – Evan Marcus Allenatori dell'attacco - Coordinatore offensivo – Alex Van Pelt - Quarterback - Drew Petzing - Gioco sulle corse/running back – Stump Mitchell - Gioco sui passaggi/wide receiver – Chad O'Shea - Tight end – T.C. McCartney - Offensive line – Bill Callahan - Assistente offensive line – Scott Peters - Assistente senior – Kevin Rogers - Controllo qualità attacco – Jonathan Decoster - Controllo qualità attacco – Ashton Grant Allenatori della difesa - Coordinatore difensivo – Joe Woods - Gioco sulle corse – Ben Bloom - Defensive line – Chris Kiffin - Assistente defensive line – Jordan Thomas - Linebacker – Jason Tarver - Gioco sui passaggi/defensive back – Jeff Howard - Assistente defensive back – Brandon Lynch - Assistente difesa – Zach Dunn - Controllo qualità difesa – Jeff Anderson Allenatori dello special team - Assistente special team – Stephen Bravo-Brown |

## Roster
| Roster dei Cleveland Browns |
| --- |
| Quarterback - 17 Dorian Thompson-Robinson - 4 Deshaun Watson Running Back - 24 Nick Chubb - 34 Jerome Ford - 20 Pierre Strong Jr. Wide Receiver - 18 David Bell - 2 Amari Cooper - 3 Marquise Goodwin - 8 Elijah Moore - 11 Donovan Peoples-Jones - 89 Cedric Tillman Tight End - 84 Jordan Akins - 88 Harrison Bryant - 85 David Njoku Offensive Linemen - 75 Joel Bitonio G - 78 Jack Conklin T - 53 Nick Harris C - 66 James Hudson T - 79 Dawand Jones T - 55 Ethan Pocic C - 77 Wyatt Teller G - 71 Jedrick Wills T - 56 Luke Wypler C Defensive Linemen - 96 Jordan Elliott DT - 95 Myles Garrett DE - 97 Shelby Harris DT - 90 Maurice Hurst Jr. DT - 62 Siaki Ika DT - 57 Isaiah McGuire DE - 54 Ogbonnia Okoronkwo DE - 99 Za'Darius Smith DE - 94 Dalvin Tomlinson DT - 91 Alex Wright DE Linebacker - 40 Matthew Adams OLB - 43 Mohamoud Diabate OLB - 42 Tony Fields II OLB - 6 Jeremiah Owusu-Koramoah OLB - 44 Sione Takitaki OLB - 5 Anthony Walker Jr. MLB Defensive Back - 37 D'Anthony Bell FS - 22 Grant Delpit SS - 23 Martin Emerson CB - 28 Mike Ford CB - 25 Kahlef Hailassie CB - 33 Ronnie Hickman FS - 26 Rodney McLeod SS - 29 Cameron Mitchell CB - 0 Greg Newsome II CB - 1 Juan Thornhill FS - 21 Denzel Ward CB Special Team - 13 Corey Bojorquez P - 7 Dustin Hopkins K - 47 Charley Hughlett LS Lista delle riserve - 87 Daylen Baldwin WR (IR) - 52 Dawson Deaton G (IR) - 70 Drew Forbes G (NF-Ill.) - 31 Thomas Graham Jr. CB (IR) - 9 Jakeem Grant WR (IR) - -- BoPete Keyes CB (IR) - 51 Jordan Kunaszyk MLB (IR) - 50 Jacob Phillips MLB (IR) - 10 Anthony Schwartz WR (IR) - 12 Michael Woods II WR (NF-Inj.) Squadra di allenamento - 27 Lorenzo Burns CB - 16 Jaelon Darden WR - 68 Michael Dunn - 38 A.J. Green CB - 30 Hassan Hall RB - 39 Lucas Havrisik K - 98 Trysten Hill DT - 92 Sam Kamara DE - 74 Alex Leatherwood T - 48 Tanner McCalister SS - 83 Zaire Mitchell-Paden TE - 63 Lonnie Phelps DE - 35 Charlie Thomas OLB - 58 Isaiah Thomas DE - -- P.J. Walker QB - 80 Austin Watkins WR Roster aggiornato al 2 settembre 2023 53 attivi, 10 inattivi, 15 nella squadra di allenamento |
| Legenda - I rookie sono in corsivo. - Il primo ruolo è il principale mentre gli eventuali successivi indicano i ruoli secondari. - (IR) sta per Injured Reserve ed indica la lista ristretta per un solo giocatore infortunato che può tornare ad allenarsi dopo la settimana 6 e a rientrare in prima squadra dopo che questa ha giocato 8 partite. - (NF-Inj.) / (NF-Ill.) stanno rispettivamente per Non-Football Injured e Non-Football Illness ed indicano le liste dove viene inserito un giocatore che ha un infortunio o una malattia non dipendente dal football americano. - (PUP) sta per Physically Unable to Perform ed indica la lista dove viene inserito un giocatore mentre è in attesa di recuperare la condizione fisica. Nella stagione regolare dopo la sesta partita giocata dalla propria squadra, il giocatore ha tempo tre settimane per riprendere ad allenarsi, più tre settimane aggiuntive dal suo rientro agli allenamenti per rientrare in prima squadra. |

## Precampionato
Il 28 febbraio 2023 la NFL annunciò che i Browns avrebbero affrontato i New York Jets il 3 agosto 2023 nella partita del Pro Football Hall of Fame. Per i Browns sarà introdotto nella Hall of Fame l'ex offensive tackle Joe Thomas. Il 19 maggio 2023 è stato annunciato il calendario delle altre gare del precampionato.
| Precampionato     |           |           |                       |           |        |                                                   |            |         |
| Settimana         | Data      | Ora (ET)  | Avversario            | Risultato | Record | Stadio                                            | TV         | Sintesi |
| Hall of Fame Game | 3 agosto  | 8:00 p.m. | New York Jets         | V 21-16   | 1-0    | Tom Benson Hall of Fame Stadium (Canton, in Ohio) | NBC        | Sintesi |
| 1                 | 11 agosto | 7:30 p.m. | Washington Commanders | S 15-17   | 1-1    | Cleveland Browns Stadium                          | WEWS (ABC) | Sintesi |
| 2                 | 17 agosto | 7:30 p.m. | @ Philadelphia Eagles | P 18-18   | 1-1-1  | Lincoln Financial Field                           | WEWS (ABC) | Sintesi |
| 3                 | 26 agosto | 1:00 a.m. | @ Kansas City Chiefs  | S 32-33   | 1-2-1  | Arrowhead Stadium                                 | WEWS (ABC) | Sintesi |

## Stagione regolare

### Calendario
Il calendario della stagione regolare 2023 fu reso noto l'11 maggio 2023. Il 30 novembre 2023 fu annunciata data e orario della gara del quindicesimo turno. Data e orario della gara di settimana 18 furono stabilite il 31 dicembre 2023, dopo lo svolgimento del diciassettesimo turno.
| Stagione regolare |                     |                     |                           |                     |                     |                            |                     |                     |
| Settimana         | Data                | Ora (ET)            | Avversario                | Risultato           | Record              | Stadio                     | TV                  | Sintesi             |
| 1                 | 10 settembre        | 1:00 p.m.           | Cincinnati Bengals        | V 24-3              | 1-0                 | Cleveland Browns Stadium   | CBS                 | Sintesi             |
| 2                 | 18 settembre        | 8:15 p.m.           | @ Pittsburgh Steelers (M) | S 22-26             | 1-1                 | Acrisure Stadium           | ABC                 | Sintesi             |
| 3                 | 24 settembre        | 1:00 p.m.           | Tennessee Titans          | V 27-3              | 2-1                 | Cleveland Browns Stadium   | CBS                 | Sintesi             |
| 4                 | 1º ottobre          | 1:00 p.m.           | Baltimore Ravens          | S 3-28              | 2-2                 | Cleveland Browns Stadium   | CBS                 | Sintesi             |
| 5                 | Settimana di riposo | Settimana di riposo | Settimana di riposo       | Settimana di riposo | Settimana di riposo | Settimana di riposo        | Settimana di riposo | Settimana di riposo |
| 6                 | 15 ottobre          | 1:00 p.m.           | San Francisco 49ers       | V 19-17             | 3-2                 | Cleveland Browns Stadium   | Fox                 | Sintesi             |
| 7                 | 22 ottobre          | 1:00 p.m.           | @ Indianapolis Colts      | V 39-38             | 4-2                 | Lucas Oil Stadium          | CBS                 | Sintesi             |
| 8                 | 29 ottobre          | 4:05 p.m.           | @ Seattle Seahawks        | S 20-24             | 4-3                 | Lumen Field                | Fox                 | Sintesi             |
| 9                 | 5 novembre          | 1:00 p.m.           | Arizona Cardinals         | V 27-0              | 5-3                 | Cleveland Browns Stadium   | CBS                 | Sintesi             |
| 10                | 12 novembre         | 1:00 p.m.           | @ Baltimore Ravens        | V 33-31             | 6-3                 | M&T Bank Stadium           | Fox                 | Sintesi             |
| 11                | 19 novembre         | 1:00 p.m.           | Pittsburgh Steelers       | V 13-10             | 7-3                 | Cleveland Browns Stadium   | CBS                 | Sintesi             |
| 12                | 26 novembre         | 4:05 p.m.           | @ Denver Broncos          | S 12-29             | 7-4                 | Empower Field at Mile High | Fox                 | Sintesi             |
| 13                | 3 dicembre          | 4:25 p.m.           | @ Los Angeles Rams        | S 19-36             | 7-5                 | SoFi Stadium               | Fox                 | Sintesi             |
| 14                | 10 dicembre         | 1:00 p.m.           | Jacksonville Jaguars      | V 31-27             | 8-5                 | Cleveland Browns Stadium   | CBS                 | Sintesi             |
| 15                | 17 dicembre         | 1:00 p.m.           | Chicago Bears             | V 20-17             | 9-5                 | Cleveland Browns Stadium   | Fox                 | Sintesi             |
| 16                | 24 dicembre         | 1:00 p.m.           | @ Houston Texans          | V 36-22             | 10-5                | NRG Stadium                | CBS                 | Sintesi             |
| 17                | 31 dicembre         | 8:15 p.m.           | New York Jets (T)         | V 37-20             | 11-5                | Cleveland Browns Stadium   | Prime Video         | Sintesi             |
| 18                | 7 gennaio           | 1:00 p.m.           | @ Cincinnati Bengals      | S 14-31             | 11-6                | Paycor Stadium             | CBS                 | Sintesi             |

Note:
- Gli avversari della propria division sono in grassetto.
- Il simbolo "@" indica una partita giocata in trasferta.
- (M) indica il Monday Night Football, (T) il Thursday Night Football, (S) il Sunday Night Football e (I) una partita delle NFL International Series.

## Play-off
Al termine della stagione regolare i Browns arrivarono secondi nella AFC North con un record di 11 vittorie e 6 sconfitte, qualificandosi ai play-off con la testa di serie numero 5.
| Play-off  |            |           |                      |           |        |             |     |         |
| Turno     | Data       | Ora (ET)  | Avversario (seed)    | Risultato | Record | Stadio      | TV  | Sintesi |
| Wild Card | 13 gennaio | 4:30 p.m. | @ Houston Texans (4) | S 14-45   | 0-1    | NRG Stadium | NBC | Sintesi |

## Premi
- Myles Garrett:

difensore dell'anno
- Joe Flacco:

Comeback Player of the Year
- Kevin Stefanski:

allenatore dell'anno

### Premi settimanali e mensili
- Dustin Hopkins:

giocatore degli special team della AFC della settimana 6
giocatore degli special team della AFC della settimana 7
- Myles Garrett:

difensore della AFC della settimana 7
- Amari Cooper:

giocatore offensivo della AFC della settimana 16
- Joe Flacco:

quarterback della settimana 16